# Dyrkning af vinterhvede
Dyrkning af vinterhvede er en dansk dokumentarfilm fra 1986.

## Handling
Filmen starter med såbedstilberedning om efteråret og viser igennem vækstsæsonen de problemer, der opstår med afgrøden, samt de dyrkningsmæssige indgreb, der skal foretages.